# Vulkanbåge
Vulkanbåge är en kedja av vulkaner bildad ovanpå en subdukterande litosfärplatta, vilket ger en form av båge sett från ovan. Vulkaner i havet bildar strängar av öar vilka kallas öbågar. Generellt bildas vulkanbågar när en oceanisk litosfärplatta går i subduktion under en annan platta. Vulkanbågar är oftast parallella med närliggande djuphavsgrav.